# Raekwon
Raekwon, nacido como Corey Woods (Brooklyn, Nueva York, 12 de enero de 1970), es un rapero y actor estadounidense, conocido por ser miembro del grupo de hip hop Wu-Tang Clan.

## Biografía
Raekwon entró a formar parte de Wu-Tang Clan a tiempo para participar en Enter the Wu-Tang: 36 Chambers, el exitoso álbum de debut del grupo. Más tarde, firmó en solitario con Loud Records, y trabajando con Ghostface Killah grabó su debut en solitario Only Built 4 Cuban Linx (que en un principio se iba a llamar Only Built 4 Cuban Linx...Niggaz). El álbum tuvo buenas críticas, a pesar de tener unas ventas algo flojas. Es posiblemente el mejor trabajo en solitario realizado por un miembro de Wu-Tang (rivalizando con el Liquid Swords de GZA), en parte gracias a la imaginación cinematográfica de Raekwon. Si quizás GZA es el mejor letrista del grupo, Raekwon es el mejor escritor, ya que en este álbum traduce los temas épicos y narrativas de una película de Mafia. Aunque Raekwon no fuera el primero en realizar una conexión entre el gangsta rap y la Cosa Nostra (Mafia), su capacidad narradora en canciones como "Spot Rusherz" conduce a muchas comparaciones con Kool G Rap (pionero de esa idea), y este álbum en general es a menudo acreditado de popularizar la tendencia de usar la Mafia y temas de una película de gangsta rap para el hip hop. 
Raekwon participó en 1997 con el resto del grupo en Wu-Tang Forever, y dos años más tarde grabó Immobilarity. Muchos fanes mostraron su antipatía ante la decisión del rapero de usar productores inexpertos aunque prometedores en vez de los productores internos de Wu-Tang, aunque a pesar de ello el álbum fue 'oro' (más de 500.000 copias vendidas). Raekwon también colaboró en demasía en los álbumes Ironman, Supreme Clientele y Bulletproof Wallets, todos ellos de Ghostface Killah, además de en los sencillos "John Blaze" y "Skew It On The Bar-B", de Fat Joe y Outkast respectivamente.
El 13 de diciembre de 2003 publicó su tercer álbum, The Lex Diamond Story, bajo Universal Records. El álbum no tuvo bastante éxito. En 2006, tiene planeado la grabación de un nuevo álbum titulado Only Built 4 Cuban Linx II, con Busta Rhymes y GZA de productores, con este último produciendo el primer sencillo, "State of Grace". Otros productores como Jay Dee, Dr. Dre y Scram Jones también tienen un hueco en el proyecto. 
Colaboró con Wyclef Jean, Akon, Lil Wayne y Niia para el sencillo Sweetest Girl (Dollar Bill).
En 2010 saca Wu-Massacre junto a Method-Man y Ghostface Killah.

## Alias
- The Chef
- Lex Diamond
- Louis Diamond
- Rick Diamond
- Shallah
- Louis Rich
- Shallah Raekwon
- the great chef

## Discografía

### Álbumes
- 1995 Only Built 4 Cuban Linx (platinum)
- 1996 Let in Rain
- 1999 Immobilarity (Oro)
- 2003 The Lex Diamond Story
- 2009 Only Built 4 Cuban Linx... Part II
- 2011 Shaolin Vs. Wu-Tang

### Sencillos & EP
- 1995 "Heaven & Hell"
- 1995 "Ice Cream" (feat. Method Man, Ghostface Killah y Cappadonna)
- 1995 "Criminology"
- 1999 "Live From New York"
- 1999 "100 Rounds"
- 2003 "The Hood"
- 2004 "Planet Of The Apes"
- 2006 "State of Grace"
- 2009 "New Wu"
- 2012 "If You Go"